# Cook (Minnesota)
Cook es una ciudad ubicada en el condado de St. Louis en el estado estadounidense de Minnesota. En el Censo de 2010 tenía una población de 574 habitantes y una densidad poblacional de 87,49 personas por km².

## Geografía
Cook se encuentra ubicada en las coordenadas 47°50′25″N 92°41′15″O / 47.84028, -92.68750. Según la Oficina del Censo de los Estados Unidos, Cook tiene una superficie total de 6.56 km², de la cual 6.56 km² corresponden a tierra firme y (0%) 0 km² es agua.

## Demografía
Según el censo de 2010, había 574 personas residiendo en Cook. La densidad de población era de 87,49 hab./km². De los 574 habitantes, Cook estaba compuesto por el 91.99% blancos, el 0.17% eran afroamericanos, el 4.88% eran amerindios, el 0% eran asiáticos, el 0.17% eran isleños del Pacífico, el 0.35% eran de otras razas y el 2.44% pertenecían a dos o más razas. Del total de la población el 0.87% eran hispanos o latinos de cualquier raza.